# Aialik-Gletscher
Der Aialik-Gletscher ist ein etwa sieben Kilometer langer, vom Harding Icefield gespeister Gletscher auf der Kenai-Halbinsel in Alaska. 
Der Gletscher liegt 25 km südwestlich von Seward im Kenai-Fjords-Nationalpark und mündet in die Aialik Bay, eine Bucht des Golfs von Alaska, westlich der Resurrection Bay. Der Aialik wird flankiert vom Skee-Gletscher im Norden und dem Addison-Gletscher im Süden. Im Gegensatz zu vielen anderen Gletschern hat er in den vergangenen hundert Jahren kaum an Masse verloren.